# Зеленев (гміна Кросневіце)
Зеленев (пол. Zieleniew) — село в Польщі, у гміні Кросневиці Кутновського повіту Лодзинського воєводства.
Населення — 90 осіб (2011).
У 1975-1998 роках село належало до Плоцького воєводства.

## Демографія
Демографічна структура станом на 31 березня 2011 року:
|          | Загалом | Допрацездатний вік | Працездатний вік | Постпрацездатний вік |
| -------- | ------- | ------------------ | ---------------- | -------------------- |
| Чоловіки | 47      | 11                 | 30               | 6                    |
| Жінки    | 43      | 9                  | 22               | 12                   |
| Разом    | 90      | 20                 | 52               | 18                   |